# Agent Blue
Agent Blue ist der militärische Codename eines Entlaubungsmittels, das aus dem wässrigen Gemisch des Herbizids Dimethylarsinsäure (5 %) und dessen Natriumsalz Natriumdimethylarsinat (26 %) besteht.
Es wurde im Vietnamkrieg zur Vernichtung von Graspflanzen, insbesondere von Reis, eingesetzt.
Der Name kommt von einem blauen Streifen um die Fässer der US Army.
Agent Blue wurde erstmals im November 1962 eingesetzt und blieb während des gesamten Vietnamkriegs das Mittel der Wahl zum Vernichten der Ernte. Der Einsatz bei solchen „crop destruction“ Projekten musste bis 1963 direkt vom Weißen Haus genehmigt werden. Danach wurde diese Aufgabe an den amerikanischen Botschafter in der Republik Vietnam übertragen. Vor Juli 1969 war als Agent Blue ausschließlich das Produkt Phytar 560 der Ansul Chemical Company im Einsatz. Zwischen 1962 und 1964 wurden 25.650 Liter Agent Blue in Pulverform verbraucht, von 1964 bis 1971 waren es 4.715.731 Liter einer wässrigen Lösung mit 360,3 gl−1 Dimethylarsinsäure. Neben Agent Blue wurden etwa vier Millionen Liter anderer, meist 2,4,5-T-haltiger, Herbizide über Feldern im feindlichen Gebiet versprüht.
Im Gesamtverlauf des Krieges betrug die Ausbringungsmenge von Agent Blue fast 5 Millionen Liter, vom am häufigsten eingesetzten Herbizid Agent Orange wurden 46 Millionen Liter versprüht.